# Велика Берестовиця
Вели́ка Берестови́ця (біл. Вялікая Бераставіца) — селище міського типу в Гродненській області Білорусі. Адміністративний центр Берестовицького району та Берестовицької сільської ради.
Населення селища становить 5,9 тис. осіб (2006).
В містечку працюють підприємства харчової промисловості та соціально-побутового обслуговування. Готель.

## Видатні місця
- Костел Приходу Пресвятої Діви Марії (XVII–XVIII)
- Костел Преображення Господнього (поч. XX)
- Церква Успіння Пресвятої Богородиці (1741)
- Заїжджі двори (кін. XIX)
- Садиба Косаківських (XVIII)

## Історія
Велика Берестовиця відома з початку XVI століття як село Новгородського воєводи Ходкевича. В XVII–XVIII столітті належала Мнішекам, Потоцьким, Косаковським. В 1793 році після чергового поділу Польщі була анексована й увійшла до складу Російської імперії та отримала статус містечка Гродненського повіту. Жителі містечка брали участь в повстанні 1863-64 років. Під час Першої Світової війни Велика Берестовиця опинилась в прифронтовій зоні, 1917 року була зайнята німецькими військами. В 1921-39 роках перебувала в складі Польщі як центр гміни, з 1939 року — в БРСР, Кринкавського району. Статус смт отримала 19 лютого 1944 року ставши центром району.

## Відомі люди
- Єжи Август Мнішек,[1] був похований тут.[2]
- Станіслав Щенсний Потоцький, зять Єжи Августа Мнішека.
- Юзеф Домінік Коссаковський гербу Слєповрон, зять Станіслава Щенсного Потоцького.

## Світлини

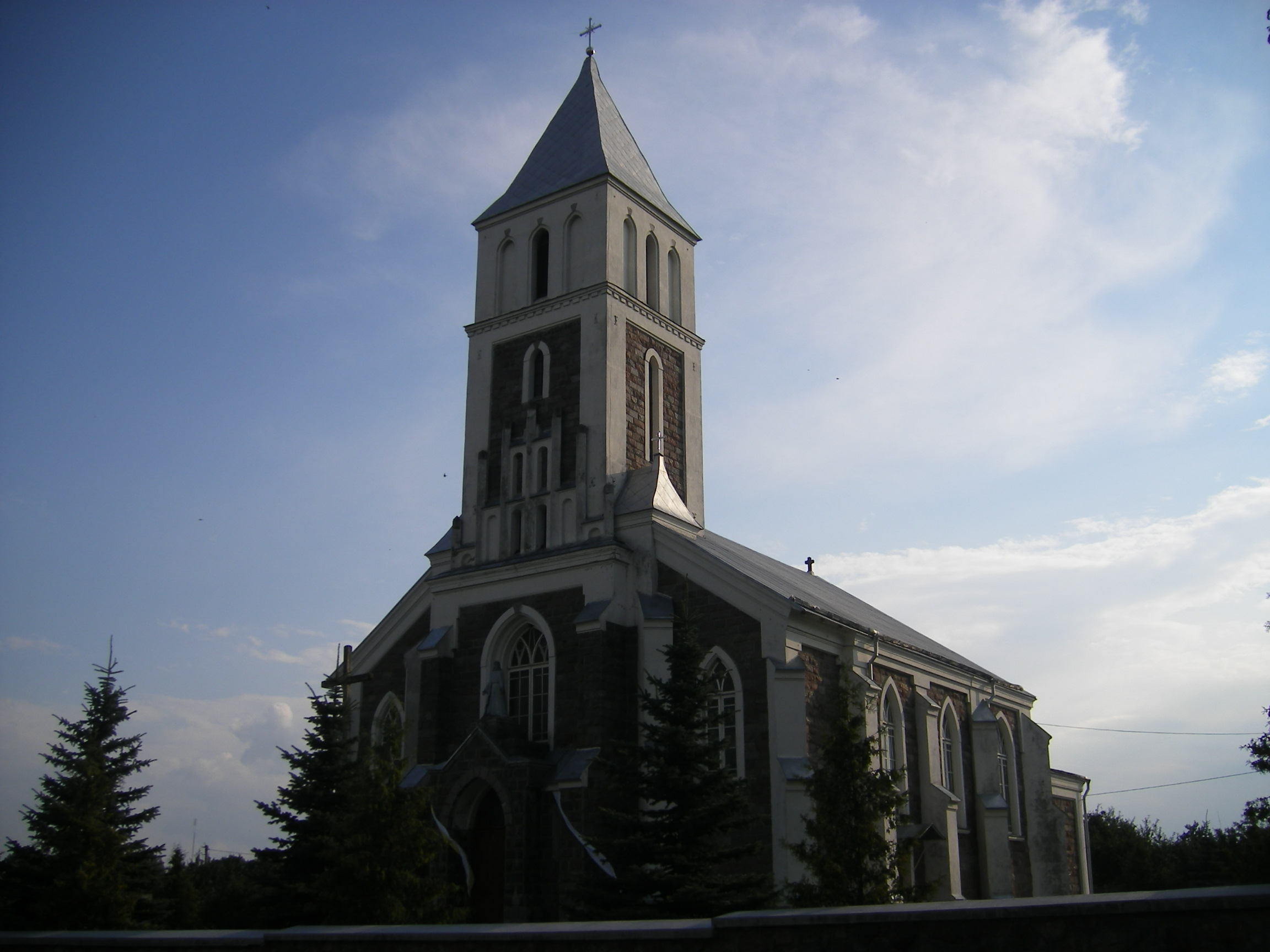
Костел Преображення Божого
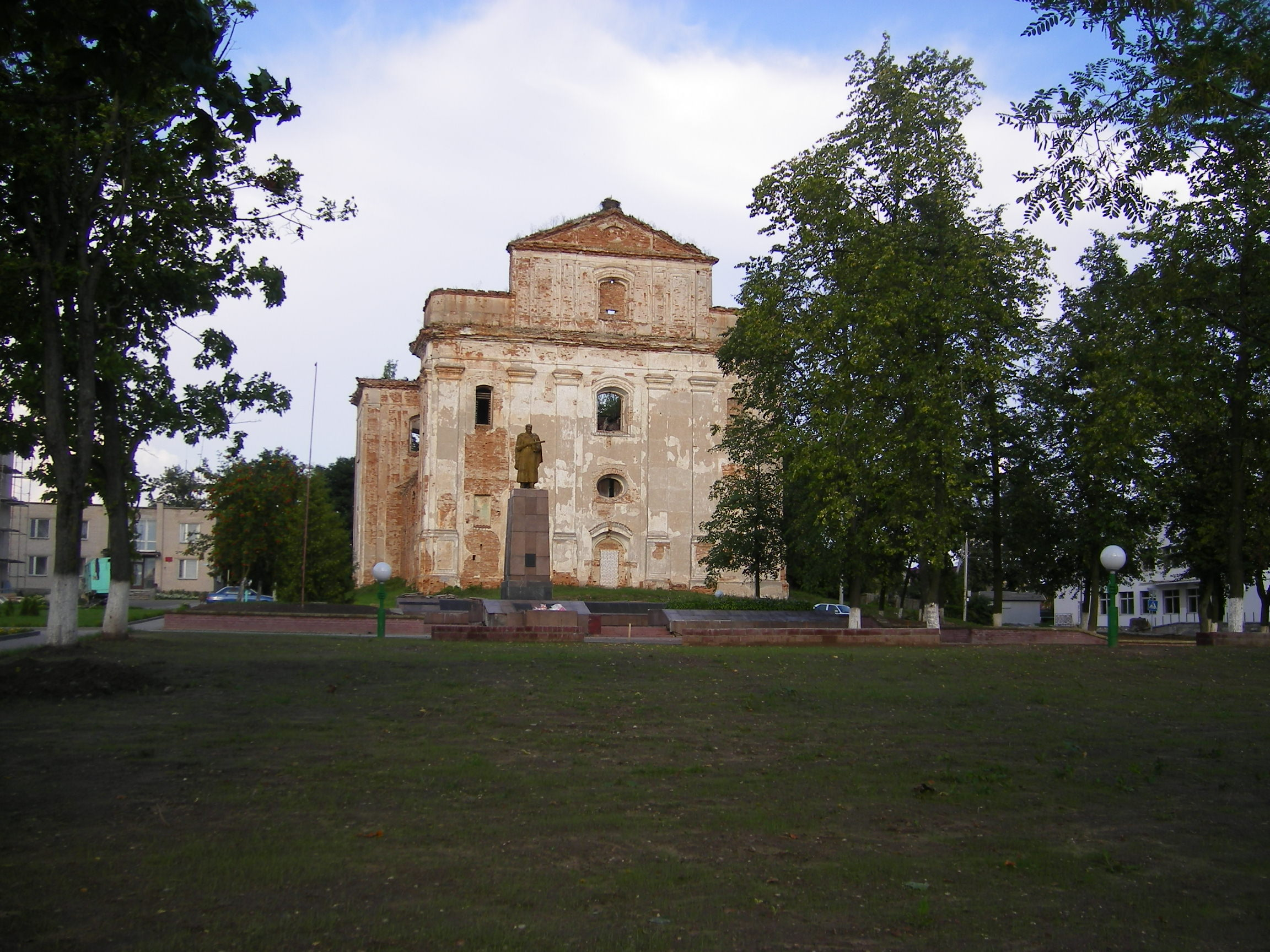
Костел Пресвятої Діви Марії
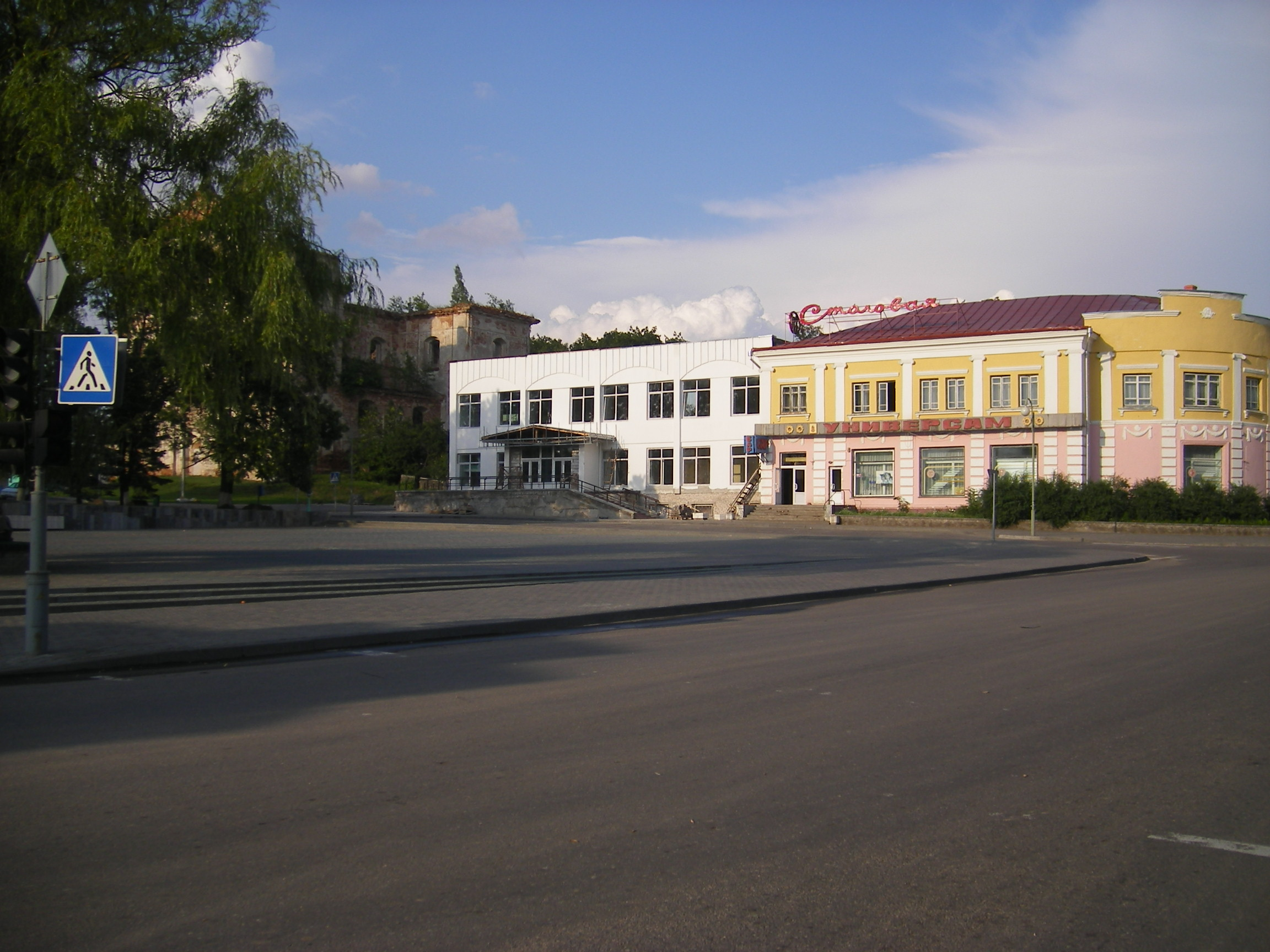
Ринок